# Nationalisme philippin

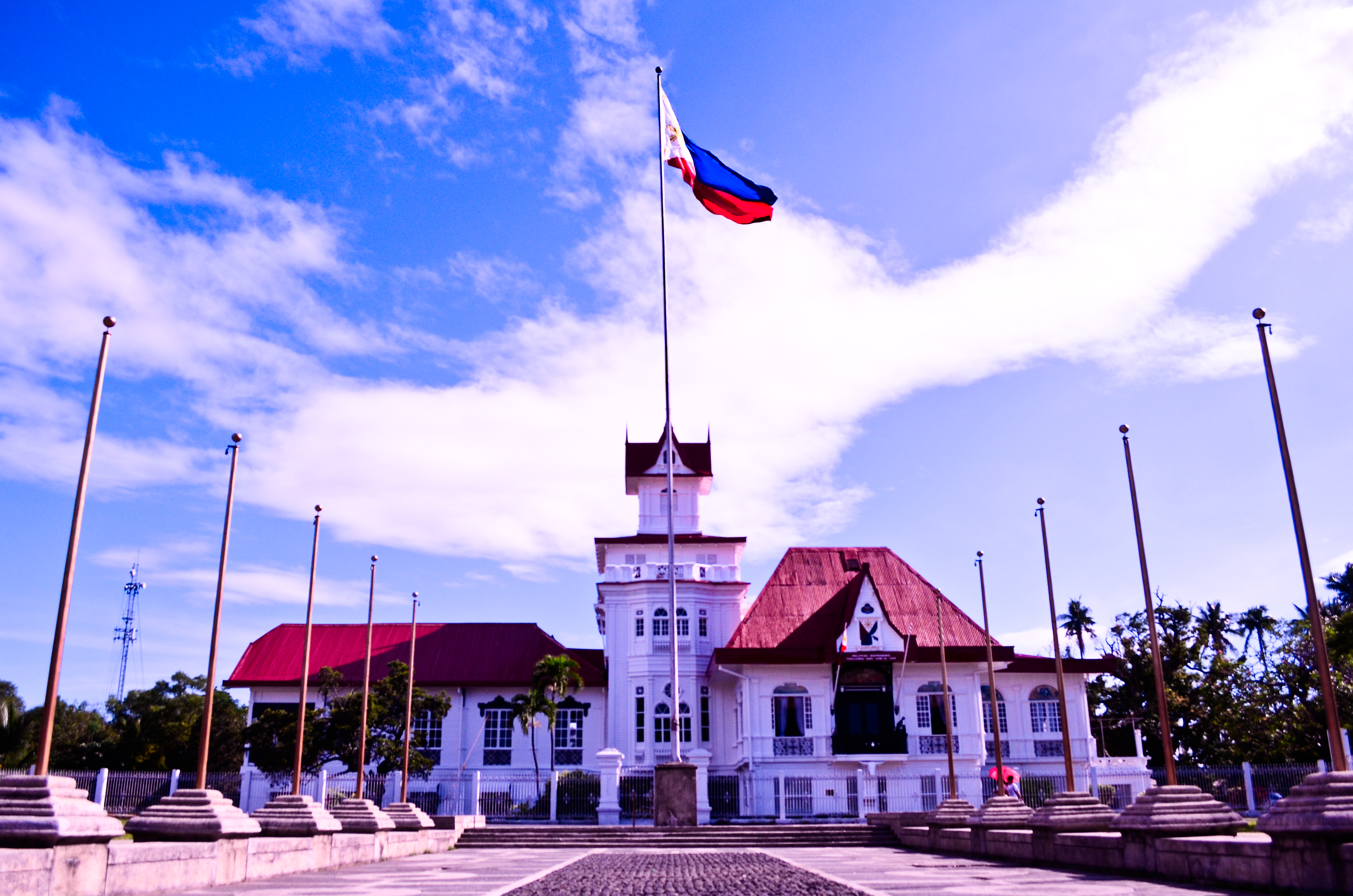
Le sanctuaire d'Aguinaldo construit en 1845 est l'endroit où l'indépendance des Philippines de l'Espagne a été déclarée le 12 juin 1898.

Le nationalisme philippin fait référence à l'établissement et au soutien d'une identité politique associée à l'État-nation moderne des Philippines, menant à une vaste campagne pour la liberté politique, sociale et économique aux Philippines. Cela a fait émergé peu à peu divers mouvements politiques et armés dans la majeure partie des Indes orientales espagnoles, mais qui ont longtemps été fragmentés et incompatibles avec les définitions contemporaines de ce nationalisme, conséquence de plus de trois siècles de domination espagnole. Ces mouvements se caractérisent par la montée des sentiments et des idéaux anticolonialistes qui ont atteint leur apogée à la fin du XIXe siècle, menés principalement par les élites illustrado ou cultivées, qu'elles soient peninsulares, insulares ou indigènes (Indio). Cela a servi d'épine dorsale à la première révolution nationaliste en Asie, la révolution philippine de 1896. Le concept moderne deviendra plus tard pleinement actualisé avec la création d'un État philippin avec ses frontières contemporaines, après l'indépendance des États-Unis par le traité de Manille de 1946.

## Contexte
Dans les années qui ont précédé le XIe siècle, les Philippines ont été divisées en plusieurs principautés appelées barangays, un nom dérivé des bateaux malais appelés balangays. Ces petites unités politiques étaient dirigées par des datus, des rajas ou des sultans.
En 1565, l'explorateur espagnol Miguel López de Legazpi arrive du Mexique et forme les premières colonies européennes à Cebu. Commençant avec seulement cinq navires et cinq cents hommes accompagnés de moines augustins, et renforcé en 1567 par deux cents soldats, il réussit à repousser les colonisateurs portugais rivaux et à jeter les bases de la colonisation espagnole de l'archipel. En 1571, les Espagnols occupent les royaumes de Maynila et Tondo et établissent Manille comme capitale des Indes orientales espagnoles,. Cette colonisation espagnole a unifié l'archipel philippin en une seule entité politique.
Luçon a été l'île dominante au cours de l'époque coloniale espagnole et a joué un rôle important dans le mouvement national. Bien que majoritairement chrétiennes, les îles méridionales (Mindanao et l'archipel de Sulu) ont une importante population musulmane depuis le XIVe siècle, ayant été établies par des commerçants et des missionnaires de plusieurs sultanat de l'archipel malais, le long des routes qui longent la côte de Bornéo.

## Début du nationalisme philippin (1760–1820)

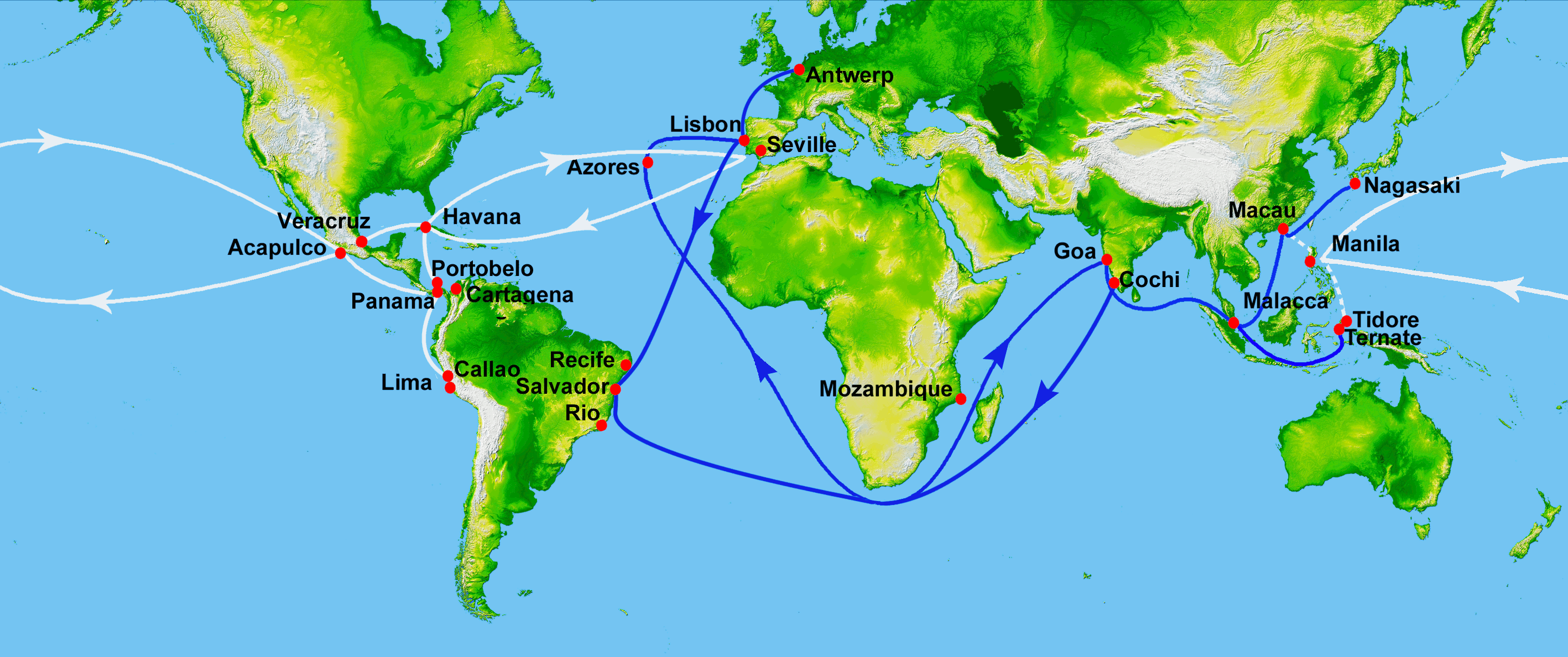
La route commerciale Manille-Acapulco a commencé en 1568 : la Flotte des Indes (blanc) et ses rivales orientales, les routes portugaises des Indes Armadas de 1498 à 1640 (bleu).

Pendant l'époque coloniale, les Espagnols nés aux Philippines, plus connus sous le nom d'insulares, de criollos ou de créoles, étaient aussi appelés « Philippins ». Les Espagnols nés en Espagne ou les Espagnols continentaux résidant aux Philippines étaient appelés peninsulares. Ceux d'ascendance mixte étaient appelés Métis. Les Créoles, bien que considérés par les peninsulares comme inférieurs à eux, avaient occupé divers postes gouvernementaux et religieux, et constituaient la majorité de la bureaucratie gouvernementale. Le sens de la conscience nationale est venu des Créoles, qui se considèrent aujourd'hui comme des « Philippins ». Trois facteurs majeurs l'ont amenée à son avènement : l'économie, l'éducation et la sécularisation des paroisses. Ces facteurs ont contribué à la naissance du nationalisme philippin. L'ouverture des Philippines au commerce international, la montée de la classe moyenne et l'afflux d'idées libérales en provenance d'Europe ne sont que quelques exemples de la façon dont les Philippines sont devenues un pays stable. « La première manifestation du nationalisme philippin a eu lieu dans les années 1880 et 1890, avec un mouvement de réforme ou de propagande, mené en Espagne et aux Philippines, dans le but de « propagandiser » la situation aux Philippines dans l'espoir que les changements souhaités dans la vie sociale, politique et économique des Philippins se produiraient par des moyens pacifiques. ».

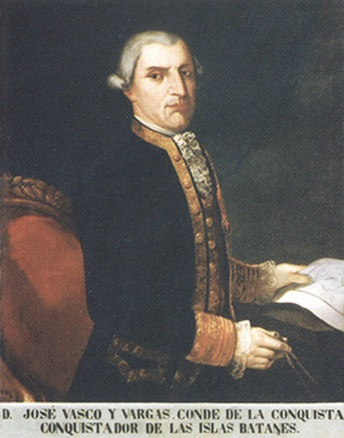
José Basco, 44e gouverneur général des Philippines sous la domination coloniale espagnole.

Les premiers signes de l'effet sur le nationalisme philippin par les développements mentionnés se trouvent dans les écrits de Luis Rodríguez-Varela, un créole instruit en France libérale et très exposé au siècle des Lumières. Chevalier de l'ordre de Charles III, Varela était peut-être le seul créole philippin à faire partie de la noblesse européenne. La Gazette du tribunal de Madrid annonça qu'il allait devenir comte et à partir de ce moment-là, il s'appela fièrement El Conde Filipino. Il a défendu les droits des Philippins des îles et a peu à peu rendu le terme applicable à toute personne née aux Philippines.

### Économie
Le déclin du commerce galionien entre Manille et Acapulco fut causé par l'arrivée du navire Buen Consejo en 1765. Le Buen Consejo a pris le raccourci via le cap de Bonne-Espérance, un promontoire rocheux sur la côte atlantique contrôlée par le Portugal. Le voyage à travers le cap de Bonne-Espérance prend trois mois de l'Espagne aux Philippines, alors que le voyage du galion prend cinq mois. L'événement prouva que le Portugal avait déjà dépassé son apogée en contrôlant la route du cap de Bonne-Espérance, qui était déjà sous contrôle hollandais dès 1652. Des trajets plus courts vers et depuis l'Espagne ont permis d'accélérer les échanges commerciaux et la diffusion des idées en provenance d'Europe. En outre, le sentiment croissant d'insécurité économique à la fin du XVIIIe siècle a conduit les Créoles à se tourner vers la production agricole. Les Créoles sont graduellement passés d'une classe très dépendante du gouvernement à des entrepreneurs axés sur le capital. Leur orientation vers le sol doré provoqua l'essor des grandes haciendas privées. Divers postes gouvernementaux et religieux ont été transférés aux rôles des peninsulares qui ont été caractérisés principalement dans l'histoire des Philippines au XIXe siècle comme des bureaucrates corrompus.

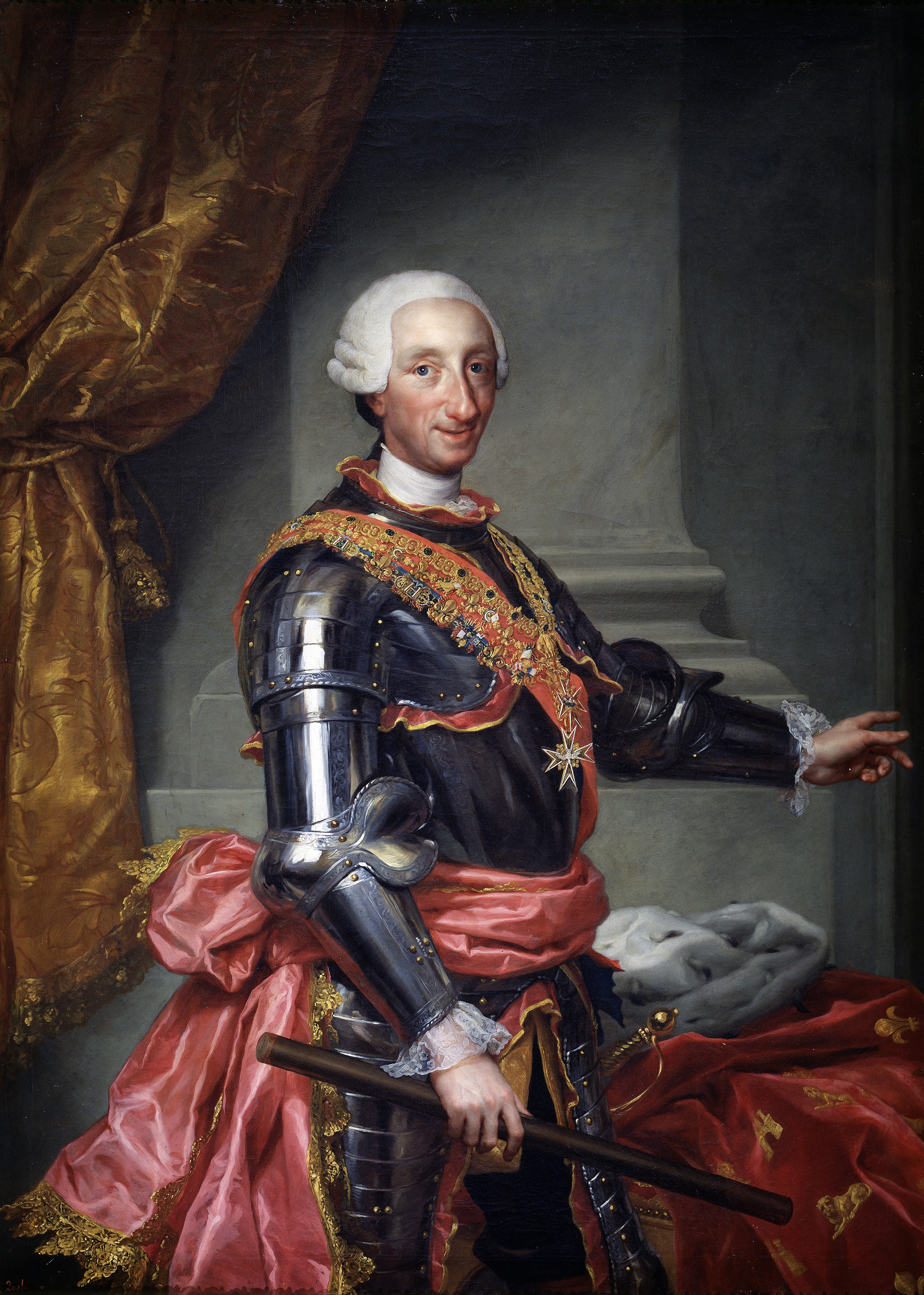
Portrait de Charles III d'Espagne, 1761.

Au cours des années 1780, deux institutions ont été créées afin de renforcer la capacité économique des Philippines. Il s'agissait des Sociétés économiques des Amis du Pays et de la Compagnie royale des Philippines. La première, introduite par le gouverneur général José Basco en 1780, était composée d'hommes d'affaires, industriels et professionnels, chargés d'explorer et d'exploiter les ressources naturelles de l'archipel. Il offre des bourses locales et étrangères, en plus des bourses de formation en agriculture et crée une académie de design. On lui attribue également l'interdiction du carabao en 1782, la formation de la guilde des orfèvres et des orfèvres et la construction de la première papeterie aux Philippines en 1825. Ce dernier, créé par Charles III le 10 mars 1785, se voit accorder le monopole d'apporter à Manille les marchandises chinoises et indiennes et de les expédier directement en Espagne via le Cap de Bonne-Espérance. Les Néerlandais et les Anglais s'y opposent vigoureusement, considérant qu'il s'agit d'une attaque directe contre leur commerce de marchandises asiatiques. Il a également été violemment opposé par les commerçants du commerce de galion qui le voyaient comme une concurrence.

### Éducation
Sous l'administration du gouverneur général José Raon, un décret royal espagnol imposant à chaque village ou quartier de disposer d'une école et d'un enseignant a été appliqué. L'application de l'ordonnance a élargi la portée de l'éducation de base à l'époque espagnole. De plus, au cours du XVIIIe siècle, les outils agricoles modernes ont poussé de nombreuses personnes à quitter l'agriculture pour suivre des cours universitaires et intellectuels. Après l'arrivée du Buen Consejo, les Philippines ont eu des contacts plus directs avec l'Europe et les idées circulent. Ainsi, les Philippines ont été influencées par les principes du siècle des Lumières et par les changements radicaux de la Révolution française.

### Sécularisation des paroisses

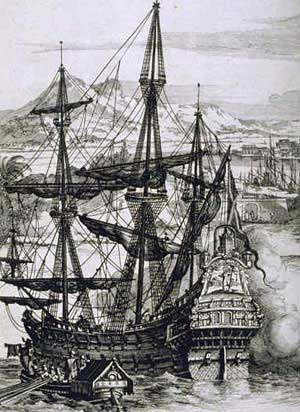
Peinture d'un galion espagnol pendant le commerce Manille-Acapulco.

Par décret royal du 27 février 1767, le roi Charles III ordonne l'expulsion des jésuites d'Espagne et de toutes ses colonies. Le décret atteignit les Philippines au début de 1768, où le gouverneur général Raon essaya de faire une faveur aux jésuites en retardant l'exécution de l'ordre royal en échange de pots-de-vin. Cela permettait aux prêtres jésuites de cacher tous leurs biens et de détruire les documents qui pouvaient être détenus contre eux et qui devaient être confisqués. Le premier groupe de jésuites, au nombre de 64, ne quitta Manille que le 17 mai 1768. Cet événement a amené Raon à faire face à des poursuites de la part de son successeur au poste de gouverneur général, comme l'a ordonné le roi d'Espagne. Raon est mort avant le jugement.
L'expulsion des prêtres jésuites du pays entraîna une pénurie de prêtres dans les paroisses. Cela a incité l'actuel archevêque de Manille, Basilio Sancho de Santa Justa, à lancer son projet : la sécularisation des paroisses philippines. Sancho a expliqué que les prêtres n'étaient envoyés que pour faciliter les missions dans des régions qui ne sont pas encore très christianisées. Les prêtres autochtones doivent être ordonnés pour faciliter les paroisses, puisque les Philippines sont déjà un pays chrétien. Sancho recrutait tous les Indiens qu'il pouvait pour devenir prêtres. Il y avait même une blague à l'époque qu'il n'y avait plus personne pour manœuvrer les galons, puisque Sancho les avait tous faits prêtres. La sécularisation échoua en partie parce que de nombreux membres du clergé autochtone nouvellement formé souillaient les paroisses par leur ignorance, leur paresse, etc. L'une des réalisations du projet de sécularisation de Sancho a été la création d'une école pour les garçons autochtones qui aspirent à devenir prêtres.

## Progrès du nationalisme philippin (1820-1860)
À ce stade, les Créoles introduisent peu à peu leurs propres réformes. Les paroisses ont commencé à avoir des prêtres autochtones à l'époque de l'archevêque Sancho. Les Philippines ont été représentées trois fois dans les Cortes espagnoles (la dernière fois entre 1836 et 1837). Cependant, le 1er juin 1823, une révolte créole éclate à Manille sous la direction du capitaine créole de sang mexicain Andrés Novales. La révolte, provoquée par un ordre de l'Espagne déclarant que les officiers militaires nommés dans la péninsule devraient être supérieurs à tous ceux nommés dans les colonies, vit Manille acclamer par le cri de Novales « Viva la Independencia » (Vive l'indépendance). La révolte a incité le gouvernement à déporter Varela avec d'autres créoles (connus sous le nom de Los Hijos del País (Enfants du Pays)), après avoir été associé aux réformistes créoles. La révolte de Novales sera bientôt suivie d'un autre complot créole de sécession connu sous le nom de conspiration de Palmero, causé par le remplacement des fonctionnaires créoles, en particulier des gouverneurs provinciaux, par des péninsulaires.

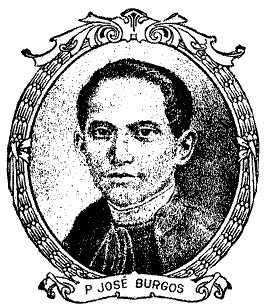
Padre José Apolonio Burgos.

Le développement économique a également contribué à façonner le nationalisme philippin. Avant l'ouverture de Manille au commerce extérieur, les autorités espagnoles décourageaient les commerçants étrangers de résider dans la colonie et d'y faire des affaires. En 1823, le gouverneur général Mariano Ricafort promulgue un décret interdisant aux commerçants étrangers de faire du commerce de détail et de se rendre dans les provinces à des fins commerciales. Cependant, par décret royal du 6 septembre 1834, les privilèges de la compagnie sont abolis et le port de Manille est ouvert au commerce.
Peu après l'ouverture de Manille au commerce mondial, les marchands espagnols commencèrent à perdre leur suprématie commerciale face aux Philippines. En 1834, les restrictions imposées aux commerçants étrangers ont été assouplies lorsque Manille est devenue un port ouvert. À la fin de 1859, il y avait 15 entreprises étrangères à Manille : sept britanniques, trois américaines, deux françaises, deux suisses et une allemande. En réponse aux recommandations de Sinibaldo de Mas, l'Espagne a ouvert davantage de ports au commerce mondial. Les ports de Sual, Pangasinan, Iloílo et Zamboanga ont été ouverts en 1855. Cebu a été ouvert en 1860, Legazpi et Tacloban en 1873. Comme le Japon qui s'est précipité vers la modernisation et la transformation nationale pendant la restauration de Meiji, les Philippines et leur peuple ont vu que l'Espagne et son gouvernement n'étaient pas aussi invincibles qu'ils l'étaient deux siècles auparavant. Les Indiens et les Créoles sont devenus plus influencés par les idées étrangères du libéralisme à mesure que les Philippines sont devenues plus ouvertes aux étrangers. Les étrangers qui se sont rendus aux Philippines ont remarqué la rapidité de la circulation des idées de Voltaire et de Thomas Paine. Des chants sur la liberté et l'égalité étaient également chantés à l'époque. Certains Espagnols qui prévoyaient une prise de contrôle « rapide » de l'archipel par les Indiens commencèrent à envoyer de l'argent des Philippines.

## Premier mouvement de propagande (1860-1872)

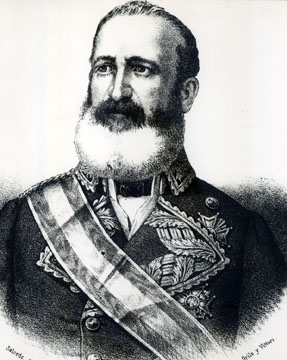
Carlos María de la Torre y Navacerrada, 91e gouverneur général des Philippines

Varela se retire alors de la politique, mais son nationalisme est poursuivi par un autre créole, un certain Pedro Peláez, qui milite pour les droits des prêtres philippins (créoles, métis et indiens) et pour la sécularisation des paroisses philippines. Il a raisonné de la même temps que Sancho, les frères étant confiée à des missions dans les régions qui sont encore païennes. Les révolutions latino-américaines et le déclin de l'influence des frères en Espagne ont entraîné l'augmentation du clergé régulier (frères péninsulaires) aux Philippines. Les prêtres philippins (créoles, métis et indiens) étaient remplacés par des frères espagnols (peninsulares) et Peláez exigeait des explications sur la légalité du remplacement d'un laïc par des réguliers, ce qui entrait en contradiction avec l'Exponi nobis. Peláez a porté l'affaire devant le Vatican et a presque obtenu gain de cause, si ce n'est pour un tremblement de terre qui a mis fin à sa carrière. Le tremblement de terre a frappé le 3 juin 1863, lors de la fête de la Fête-Dieu. L'idéologie serait portée par son disciple plus militant, José Burgos.
Les manifestations sont devenues la norme à Manille au cours des années 1860. L'une des premières d'une série de manifestations a eu lieu lors du transfert de la dépouille de l'ancien gouverneur général Simón de Anda y Salazar de la cathédrale de Manille après le tremblement de terre de 1863. Anda était considéré comme un héros pour les indigènes, parce qu'il a combattu le pouvoir des frères pendant son mandat, et qu'il a établi un gouvernement distinct à Bacolor pendant l'occupation britannique de Manille. Le jour du transfert, un jeune prêtre indien s'approcha du cercueil et déposa une couronne de laurier dédiée par le « clergé séculier des Philippines » à Don Simón de Anda. Puis, un jeune étudiant indien est allé au cercueil et a offert une couronne de fleurs. Enfin, un certain nombre de gobernadorcillos sont allés faire leurs propres salutations à Don Simón de Anda. Comme aucun de ces actes n'était au programme, les Espagnols ont vu qu'il s'agissait d'une manifestation planifiée secrètement. Bien que personne n'ait dit qui était le planificateur, il y avait des rumeurs selon lesquelles c'était Padre Burgos. Les manifestations devinrent plus fréquentes et plus influentes sous le régime libéral du gouverneur général Carlos María de la Torre (1869–1871). Deux semaines seulement après l'arrivée de De la Torre en tant que gouverneur général, Burgos et Joaquin Pardo de Tavera ont organisé une manifestation sur la Plaza de Santa Potenciana. Parmi les manifestants figuraient José Icaza, Jaime Baldovino Gorospe, Jacobo Zobel, Ignacio Rocha, Manuel Genato et Maximo Paterno. Le cri de la démo était « Viva Filipinas para los Filipinos! » (Vive les Philippines pour les Philippins!). En novembre 1870, un mouvement étudiant, dénoncé comme une émeute ou une motin, à l'Université de Santo Tomas forme un comité pour exiger des réformes de l'école et de son cursus. Il a ensuite annoncé son soutien à l'autonomie des Philippines et la reconnaissance des Philippines en tant que province de l'Espagne. Le comité était présidé par Felipe Buencamino.
Pendant cette période, une société secrète de réformistes se réunit dans une citerne, sous un puits, chez le père Mariano Gomez. La société, dirigée par Jose Maria Basa, travailla principalement sur un journal madrilène appelé l'Eco de Filipinas (à ne pas confondre avec El Eco de Filipinas qui parut beaucoup plus tard, en septembre 1890). Le journal a mis en lumière les problèmes aux Philippines et a insisté sur les réformes qu'ils recherchent pour le pays. Parmi les membres se trouvaient Burgos, Maximo Paterno, Ambrosio Rianzares Bautista et le père Agustin Mendoza. Il a servi de précurseur à La Solidaridad. Cependant, Burgos mourut après la célèbre mutinerie des Cavites, qui fut attaquée à Burgos comme sa tentative de lancer une révolution créole et de se faire président des Philippines ou Rey Indio. La mort de José Burgos et des autres conspirateurs présumés, Mariano Gomez et Jacinto Zamora, le 17 février 1872, semble mettre fin à tout le mouvement créole. Le gouverneur général Rafael de Izquierdo y Gutiérrez a déchaîné son règne de terreur afin d'empêcher la propagation de l'idéologie créole, le nationalisme philippin.

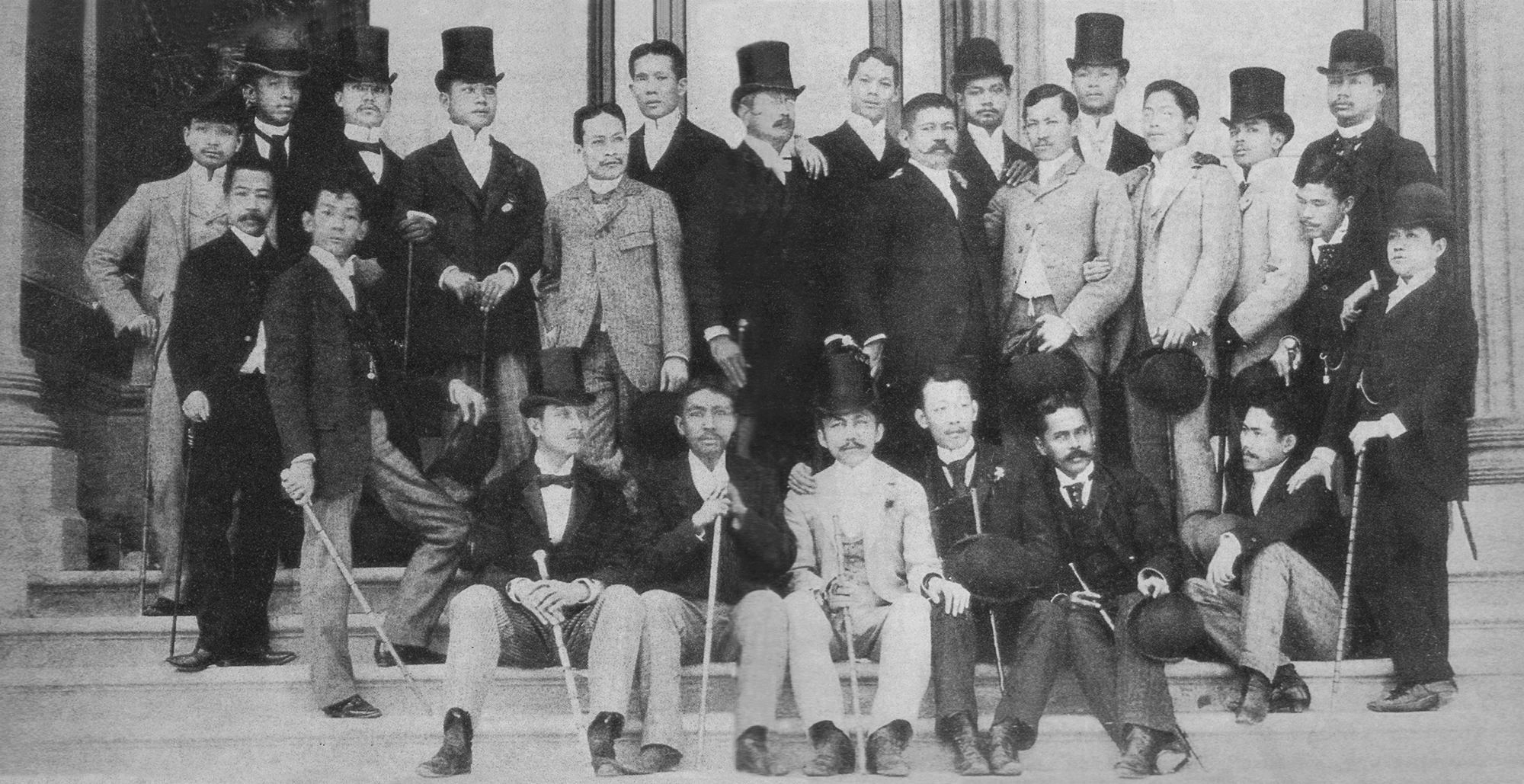
Les expatriés philippins en Europe ont formé le mouvement de la Propaganda. Photographiés à Madrid, Espagne en 1890.

Un autre événement de l'histoire a eu un impact sur le nationalisme philippin au cours de cette période. Avant 1869, la traversée du Cap de Bonne-Espérance s'avéra être le trajet le plus court possible vers l'Europe pour les Indiens comme pour les Créoles. Le voyage durait 3 mois de voyage par mer. Le 17 novembre 1869, le canal de Suez est inauguré après 10 ans de travaux. À son arrivée, le voyage entre les Philippines et l'Espagne a été réduit à un mois. Cela a permis une diffusion beaucoup plus rapide de l'idéologie européenne et une augmentation de la présence philippine en Europe même. Le mouvement de la Propaganda bénéficierait plus tard du canal de Suez pour l'itinéraire plus court qu'il offrait.

## Deuxième mouvement de propagande (1872–1892)
Les événements de 1872 invitent cependant l'autre partie colorée des Ilustrados (classe intellectuellement éclairée), les natifs de la classe moyenne croissante, à faire au moins quelque chose pour préserver les idéaux créoles. Voyant l'impossibilité d'une révolution contre Izquierdo et le règne brutal du gouverneur général, les Ilustrados ont convaincu de quitter les Philippines et de poursuivre leur propagande en Europe. Ce bouleversement de propagande massif de 1872 à 1892 est maintenant connu sous le nom de Second mouvement de la Propaganda. Par leurs écrits et leurs prières, Marcelo H. del Pilar, Graciano López Jaena et José Rizal ont sonné les trompettes du nationalisme philippin et l'ont porté au niveau des masses. Les propagandistes visaient principalement la représentation des Philippines dans les Cortes Generales, la sécularisation du clergé, la légalisation de l'égalité espagnole et philippine, entre autres. Leur principal ouvrage est le journal La Solidaridad (en français : Solidarité), qui paraît pour la première fois à Barcelone le 13 décembre 1888. Rizal, figure de proue des propagandistes, créa Noli me tangere (publié en 1887) et El filibusterismo (publié en 1891). Il a entraîné la montée des sentiments anti-espagnols (anti-Peninsulares) dans les îles et a poussé le peuple vers la révolution, au lieu de le décourager qu'une révolution n'était pas la solution pour l'indépendance.
L'identité philippine qui émerge se fonde sur l'idée d'unité au sein de la population catholique des plaines qui s'intègre dans le système espagnol, sans inclure encore les Moros du sud et les peuples tribaux de l'arrière-pays montagneux.

## Ère post-indépendance
En juillet 1892, Rizal retourne aux Philippines et fonde une organisation progressiste qu'il nomme La Liga Filipina (La Ligue des Philippines). Cependant, l'organisation s'est effondrée après l'arrestation de Rizal et sa déportation à Dapitan le 7 juillet. Le même jour, une société révolutionnaire philippine a été fondée par les Ilustrados, dirigée par Andrés Bonifacio, Deodato Arellano, Ladislao Diwa, Teodoro Plata et Valentín Díaz. Le but principal de l'organisation, baptisée Katipunan, était d'obtenir l'indépendance des Philippines par une révolution et d'établir une république par la suite. La montée de Katipunan a marqué la fin de la propagande pacifique en faveur des réformes.

### Révolution philippine
La révolution éclate d'abord dans les huit provinces de Luçon centrale. Le général Emilio Aguinaldo, membre de Katipunan, répandit une résistance armée dans la région du Tagalog méridional où il libéra peu à peu les villes de Cavite. Les conflits de pouvoir entre Bonifacio et Aguinaldo culminent avec l'Assemblée Imus en décembre 1896 et la Convention de Tejeros en mars 1897. Aguinaldo fut élu par contumace à la présidence d'un gouvernement révolutionnaire insurgé par la convention de Tejeros. Bonifacio, agissant en tant que suprême de Katipunan, déclara le procès du congrès nul et tenta de réaffirmer la direction de la révolution. À la fin du mois d'avril, Aguinaldo est parvenu à reprendre pleinement ses fonctions présidentielles après avoir consolidé sa position auprès des dirigeants révolutionnaires. Le gouvernement d'Aguinaldo ordonne alors l'arrestation de Bonifacio, qui est jugé pour sédition et trahison contre le gouvernement d'Aguinaldo et complot pour assassiner Aguinaldo. Bonifacio a été condamné lors d'un procès truqué par un tribunal kangourou composé de loyalistes d'Aguinaldo,,. Bonifacio a ensuite été exécuté.
En décembre 1897, Aguinaldo conclut le pacte de Biak-na-Bato avec le gouvernement colonial espagnol. Aguinaldo et sa direction révolutionnaire sont exilés à Hong Kong. Cependant, tous les généraux révolutionnaires n'ont pas respecté l'accord. L'un d'eux, le général Francisco Makabulos, a établi un Comité exécutif central pour servir de gouvernement intérimaire jusqu'à la création d'un comité plus approprié.

### Déclaration d'indépendance et guerre américano-philippine
En 1898, alors que les conflits continuaient aux Philippines, l'USS Maine, envoyé à Cuba en raison des préoccupations des États-Unis pour la sécurité de leurs citoyens pendant la révolution cubaine en cours, explosa et coula dans le port de La Havane. Cet événement précipita la guerre hispano-américaine. Après que le commodore George Dewey eut défait l'escadron espagnol à Manille, une escadrille allemande, dirigée par le vice-amiral Otto von Diederichs, arriva à Manille et entreprit des manœuvres que Dewey, voyant cela comme une obstruction à son blocus, offrit la guerre.
Les États-Unis invitent Aguinaldo à retourner aux Philippines dans l'espoir qu'il rallie les Philippins contre le gouvernement colonial espagnol. Aguinaldo arriva le 19 mai 1898, par un moyen de transport fourni par Dewey. Au moment de l'arrivée des forces terrestres américaines, les Philippins avaient pris le contrôle de toute l'île de Luzon, à l'exception de la ville fortifiée d'Intramuros. Le 12 juin 1898, Aguinaldo déclare l'indépendance des Philippines à Kawit, établissant la Première République philippine sous la première constitution démocratique d'Asie, la Constitution Malolos.
L'Espagne et les États-Unis envoyèrent des commissaires à Paris pour rédiger les termes du traité de Paris qui mit fin à la guerre hispano-américaine. Aux termes du traité, l'Espagne cède les Philippines, Guam et Porto Rico aux États-Unis. La cession des Philippines a donné lieu au paiement par les États-Unis d'un montant de 20 milliards de dollars américains. Le président McKinley a décrit l'acquisition des Philippines comme « [...] un don des dieux », disant que puisqu'« ils étaient inaptes à l'autonomie gouvernementale, [...] il ne nous restait plus qu'à les prendre tous, à éduquer les Philippins, à les élever, à les civiliser et à les christianiser »,. bien que les Philippines aient déjà été christianisées par les Espagnols au cours de plusieurs siècles.
Les forces philippines dirigées par Aguinaldo comme président de la République insurrectionnelle des Philippines résistent à l'occupation américaine, ce qui entraîne la guerre américano-philippine (1899-1913). Les troupes philippines, mal équipées, furent facilement écrasées par les troupes américaines en combat ouvert, mais elles furent des adversaires redoutables dans la guérilla. Malolos, la capitale révolutionnaire, fut prise le 31 mars 1899. Aguinaldo et son gouvernement s'échappèrent, établissant une nouvelle capitale à San Isidro. Le 5 juin 1899, le commandant militaire Antonio Luna est assassiné par les gardes d'Aguinaldo lors d'une visite à Cabanatuan pour rencontrer Aguinaldo. Aguinaldo dissout l'armée régulière le 13 novembre et ordonne la mise en place de commandements de guérilla décentralisés dans chacune des zones militaires. Un autre général clé, Gregorio del Pilar, est tué le 2 décembre 1899 lors de la bataille du col de Tirad, une action de garde arrière pour retarder les Américains pendant qu'Aguinaldo réussissait à s'échapper à travers les montagnes.
Aguinaldo fut capturé à Palanan le 23 mars 1901, et emmené à Manille. Convaincu de la futilité de toute nouvelle résistance, il prêta allégeance aux États-Unis et publia une proclamation appelant ses compatriotes à déposer les armes, mettant ainsi officiellement fin à la guerre. Cependant, la résistance sporadique des insurgés à la domination américaine s'est poursuivie dans diverses parties des Philippines, notamment des insurrections comme les Irréconciliables et la rébellion Moro, jusqu'en 1913.

## Le gouvernement insulaire et l’ère du Commonwealth (1901-1946)

### Gouvernement insulaire
La loi organique philippine de 1902 était une constitution pour le gouvernement insulaire, comme on appelait l'administration civile des États-Unis. Il s'agissait d'une forme de gouvernement territorial qui relevait du Bureau des affaires insulaires. La loi prévoyait un gouverneur général nommé par le président des États-Unis et une chambre basse élue. Il a également désétabli l'Église catholique en tant que religion d'État.
Deux ans après l'achèvement et la publication d'un recensement, des élections générales ont été organisées pour élire les délégués à une assemblée populaire. Une Assemblée philippine élue a été convoquée en 1907 en tant que chambre basse d'une législature bicamérale, la Commission philippine étant la chambre haute. Chaque année à partir de 1907, l'Assemblée philippine, puis l'Assemblée législative philippine, adoptaient des résolutions exprimant le désir des Philippines d'indépendance.
Les nationalistes philippins dirigés par Manuel Quezon et Sergio Osmeña ont approuvé avec enthousiasme le projet de loi Jones de 1912, qui prévoyait l'indépendance des Philippines après huit ans, mais ont changé d'avis par la suite, optant pour un projet de loi moins axé sur le temps que sur les conditions de l'indépendance. Les nationalistes exigeaient que les États-Unis garantissent une indépendance complète et absolue, craignant qu'une indépendance trop rapide des États-Unis ne fasse tomber les Philippines entre les mains du Japon. Le projet de loi Jones a été réécrit et adopté par le Congrès en 1916 avec une date ultérieure pour l'indépendance.
Cette loi, officiellement la loi sur l'autonomie des Philippines mais populairement connue sous le nom de loi Jones, a servi de nouvelle loi organique (ou constitution) pour les Philippines. Son préambule stipule que l'indépendance éventuelle des Philippines suivera la politique américaine, sous réserve de la mise en place d'un gouvernement stable. La loi a maintenu le gouverneur général des Philippines, nommé par le Président des États-Unis, mais a créé une législature philippine bicamérale pour remplacer l'Assemblée élue (chambre basse). Elle a remplacé la Commission philippine (chambre haute) par un sénat élu.
Les Philippins ont suspendu leur campagne d'indépendance pendant la Première Guerre mondiale et ont soutenu les États-Unis contre l'Allemagne. Après la guerre, ils ont repris leurs efforts d'indépendance. La législature philippine a financé une mission d'indépendance aux États-Unis en 1919. La mission quitta Manille le 28 février et rencontra aux États-Unis le secrétaire à la Guerre Newton D. Baker et lui présenta son cas. Le président des États-Unis, Woodrow Wilson, dans son message d'adieu au Congrès en 1921, a certifié que le peuple philippin avait rempli la condition qui lui avait été imposée comme condition préalable à l'indépendance, déclarant qu'une fois cela fait, il était du devoir des États-Unis d'accorder l'indépendance aux Philippines.
Après la première mission d'indépendance, le financement public de ces missions a été déclaré illégal. Les missions d'indépendance suivantes en 1922, 1923, 1930, 1931 et 1932 et deux missions en 1933 ont été financées par des contributions volontaires. De nombreux projets de loi d'indépendance furent soumis au Congrès des États-Unis, qui adopta le Hare-Hawes-Cutting Bill le 30 décembre 1932. Le président américain Herbert Hoover a opposé son veto au projet de loi le 13 janvier 1933. Le Congrès a outrepassé le veto le 17 janvier et le Hare-Hawes-Cutting Act est devenu une loi américaine. La loi promettait l'indépendance des Philippines après 10 ans, mais réservait plusieurs bases militaires et navales aux États-Unis, et imposait des droits de douane et des quotas sur les exportations philippines. La loi exigeait également que le Sénat philippin ratifie la loi. Quezon a exhorté le Sénat philippin à rejeter le projet de loi, ce qu'il a fait. Quezon lui-même a dirigé la douzième mission d'indépendance à Washington pour obtenir une meilleure loi d'indépendance. Il en résulta la loi Tydings-McDuffie de 1934, qui ressemblait beaucoup à la loi Hare-Hawes-Cutting, à quelques détails près. La loi Tydings-McDuffie a été ratifiée par le Sénat philippin. La loi prévoyait l'octroi de l'indépendance aux Philippines en 1946.

### Ère Commonwealth
La loi Tydings-McDuffie prévoyait la rédaction et les directives d'une constitution, pour une « période de transition » de 10 ans en tant que Commonwealth des Philippines avant l'octroi de l'indépendance du pays. Le 5 mai 1934, la législature philippine adopta une loi établissant l'élection des délégués au congrès. Le gouverneur général Frank Murphy a désigné le 10 juillet comme date des élections, et le congrès a tenu sa séance inaugurale le 30 juillet. Le projet de constitution a été approuvé par la convention le 8 février 1935, approuvé par le président américain Franklin Roosevelt le 23 mars et ratifié par vote populaire le 14 mai.
Le 17 septembre 1935, une élection présidentielle eut lieu. Parmi les candidats figuraient l'ancien président Emilio Aguinaldo, le leader de l'Église indépendante des Philippines Gregorio Aglipay, et d'autres. Manuel L. Quezon et Sergio Osmeña du Parti nationaliste ont été proclamés vainqueurs, remportant respectivement les sièges de président et de vice-président. Le gouvernement du Commonwealth a été inauguré le matin du 15 novembre 1935 lors de cérémonies tenues sur les marches de l'édifice législatif à Manille. L'événement a été suivi par une foule d'environ 300 000 personnes.

## Occupation japonaise et Deuxième République (1941-1945)
Le Japon lança une attaque surprise sur la base aérienne Clark à La Pampangue le 8 décembre 1941, dix heures seulement après l'attaque de Pearl Harbor. Les bombardements aériens, qui détruisirent la plupart des avions américains dans les îles, furent suivis par des débarquements de troupes terrestres sur Luzon. Les troupes philippines et américaines défensives étaient placées sous le commandement du général Douglas MacArthur. Sous la pression d'un nombre supérieur, les forces défensives se replient sur la péninsule de Bataan et sur l'île de Corregidor, à l'entrée de la baie de Manille. Le 2 janvier 1942, le général MacArthur déclare la capitale, Manille, ville ouverte pour éviter sa destruction. La défense philippine se poursuivit jusqu'à la reddition finale des forces américano-philippines sur la péninsule de Bataan en avril 1942 et sur Corregidor en mai de la même année.
La Commission exécutive philippine a été créée en 1942 avec Jorge B. Vargas comme premier président. Le PEC a été créé en tant que gouvernement provisoire de la région du Grand Manille et, par la suite, de l'ensemble des Philippines pendant l'occupation japonaise du pays pendant la Seconde Guerre mondiale. Le 6 mai 1943, le Premier ministre japonais Hideki Tōjō, lors d'une visite aux Philippines, s'est engagé à établir la république des Philippines. Cet engagement de Tojo incita le KALIBAPI à convoquer une convention le 19 juin 1943, et une vingtaine de ses membres furent élus pour former la Commission préparatoire à l'indépendance. La commission chargée de rédiger une constitution pour la république des Philippines est élue à sa tête José P. Laurel. La Commission préparatoire a présenté son projet de Constitution le 4 septembre 1943, et trois jours plus tard, l'assemblée générale KALIBAPI a ratifié le projet de Constitution.
L'établissement de la république des Philippines, parrainée par le Japon, est proclamée le 14 octobre 1943, avec José P. Laurel comme président. Le même jour, un « pacte d'alliance » a été signé entre la nouvelle république des Philippines et le gouvernement japonais, qui a été ratifié deux jours plus tard par l'Assemblée nationale. La république des Philippines est immédiatement reconnue par le Japon, et dans les jours suivants par l'Allemagne, la Thaïlande, le Mandchoukouo, la Birmanie, la Croatie et l'Italie, tandis que l'Espagne neutre envoie ses « salutations ».
En octobre 1944, le général Douglas MacArthur, commandant général des forces américaines dans le Pacifique, avait rassemblé suffisamment de troupes et de fournitures supplémentaires pour commencer la reprise des Philippines, débarquant avec Sergio Osmeña, qui avait assumé la présidence après la mort de Quezon. Les batailles entraînèrent de longs combats acharnés ; certains Japonais continuèrent à se battre jusqu'à la reddition officielle de l'empire du Japon, le 2 septembre 1945. La Deuxième République a été dissoute plus tôt, le 14 août. Après leur débarquement, les forces philippines et américaines prennent également des mesures pour réprimer le mouvement Huk, fondé pour combattre l'occupation japonaise.

## Troisième République (1946-1972)
Le 4 juillet 1946, les représentants des États-Unis d'Amérique et de la République des Philippines signent un traité de relations générales. Le traité prévoyait la reconnaissance de l'indépendance de la république des Philippines à compter du 4 juillet 1946 et l'abandon de la souveraineté américaine sur les îles philippines.
De 1946 à 1961, les Philippines ont célébré la fête de l'Indépendance le 4 juillet. Cependant, le 12 mai 1962, le président Diosdado Macapagal a publié la proclamation présidentielle no° 28 proclamant le 12 juin 1962 jour férié spécial dans l'ensemble des Philippines,. En 1964, la loi de la République no° 4166 a modifié la date de la fête de l'Indépendance du 4 juillet au 12 juin et a renommé le 4 juillet fête de la république des Philippines.
Bien que les Philippins aient finalement réussi à revendiquer leur indépendance politique et sociale, un nouveau type de colonialisme s'est développé dans le pays. C'est ce qu'on appelle le néocolonialisme. Il se définit comme la pratique consistant à utiliser des forces économiques, linguistiques et culturelles pour contrôler un pays (habituellement d'anciennes colonies européennes en Afrique ou en Asie) au lieu d'un contrôle militaire ou politique direct. Comme la majeure partie du pays a été ravagée par la Seconde Guerre mondiale, les Philippines dépendent principalement des États-Unis pour rétablir leurs industries et leurs entreprises. Le pays n'a commencé à construire des industries locales pour réduire sa dépendance économique vis-à-vis des pays étrangers que sous le mandat du président Ferdinand Marcos. Des exemples d'efforts du gouvernement pour imposer des politiques nationalistes ont commencé avec l'assermentation de l'ancien président Ramon Magsaysay portant le Barong Tagalog, une première pour un président philippin. Il a été suivi avec ferveur par le programme nationaliste Politique philippine d'abord de Carlos P. Garcia.

### Nationalisme radical
Après la Seconde Guerre mondiale, les guérilleros Hukbalahap (en philippin : Hukbong Bayan Laban sa mga Hapon) ont poursuivi la lutte révolutionnaire pour établir un gouvernement communiste aux Philippines. L'aile radicale des nationalistes, dirigée par le chef paysan Luis Taruc, s'est rebaptisée Hukbong Magpalaya ng Bayan (Armée de libération du peuple). À son apogée, le mouvement Huk commandait environ 170 000 soldats armés avec une base d'au moins deux millions de partisans civils. Ramon Magsaysay, alors secrétaire à la Défense nationale sous le gouvernement Quirino, a contribué à stopper le mouvement communiste.
En 1964, José María Sison a cofondé le Kabataang Makabayan (Jeunesse patriotique) avec Nilo S. Tayag. Cette organisation a rallié la jeunesse philippine contre la guerre du Viêt Nam, contre la présidence Marcos et les politiciens corrompus. Le 26 décembre 1968, il fonde et préside le Comité central du Parti communiste des Philippines (CPP), une organisation au sein du Parti communiste fondée sur la pensée maoïste. Ce mouvement est connu sous le nom de « Première Grande Rectification » où Sison et d'autres jeunes radicaux ont critiqué la direction et l'échec du Parti existant. Le CPP réformé incluait le maoïsme dans la ligne politique ainsi que la lutte pour une révolution démocratique nationale en deux étapes, consistant en une guerre populaire prolongée suivie d'une révolution socialiste.
Le nationalisme radical aux Philippines a souligné que la révolution philippine sous Bonifacio était inachevée et se poursuivait désormais, sous la direction de la classe ouvrière. Des écrivains comme Teodoro Agoncillo et Renato Constantino prônent le patriotisme en revisitant l'histoire philippine dans une perspective philippine.

## Loi martiale et Quatrième République (1972-1986)

### Loi martiale sous Ferdinand Marcos
La Troisième République philippine établie en 1946 après la Seconde Guerre mondiale a pris fin avec la déclaration de la loi martiale sous Ferdinand Marcos peu de temps avant la fin de son dernier mandat autorisé en vertu de la Constitution des Philippines de 1935.
Dirigeant par décret, Marcos a suspendu le privilège de l'habeas corpus et a dissous d'autres libertés civiles comme la liberté de la presse, fermé le Congrès et les universités, et arrêté des militants étudiants et des leaders de l'opposition, dont les sénateurs Benigno Aquino Jr. et José W. Diokno,. La loi martiale sous Ferdinand Marcos a été une période marquée par la corruption massive du gouvernement, le copinage, la récession économique et les violations flagrantes des droits de l'homme,.

### Formes nationalistes dans l'opposition
Les reportages médiatiques de l'époque, juste avant la déclaration de la loi martiale, classaient les différents groupes nationalistes de la société civile opposés à Marcos en deux catégories,. Les « modérés », qui comprenaient des groupes religieux, des libertariens et des politiciens nationalistes, étaient ceux qui voulaient amener le changement par des réformes politiques. Les « radicaux », y compris un certain nombre de groupes ouvriers et étudiants, ont voulu des réformes politiques plus larges et plus systémiques,. Cependant, les actions de Marcos pendant cette période ont radicalisé de nombreux membres de l'opposition catégorisés « modérés », avec des incidents majeurs comme les manifestations du « premier trimestre » de 1970, la Commune de Diliman en février 1971, la suspension de l'habeas corpus en août 1971 à la suite de l'attentat à la bombe de la Plaza Miranda, la déclaration de la loi martiale en septembre 1972, l'assassinat de Macli-ing Dulag en 1980 et l'assassinat de Ninoy Aquino en août 1983.